# Comuna de Sanok
Sanok (polaco: Gmina Sanok) é uma gminy (comuna) na Polónia, na voivodia de Subcarpácia e no condado de Sanocki. A sede do condado é a cidade de Sanok.
De acordo com os censos de 2004, a comuna tem 16 597 habitantes, com uma densidade 71,7 hab/km².

## Área
Estende-se por uma área de 231,38 km², incluindo:
- área agricola: 54%
- área florestal: 34%

## Demografia
Dados de 30 de Junho 2004:
|                      | Total   | Total | Mulheres | Mulheres | Homens  | Homens |
| -------------------- | ------- | ----- | -------- | -------- | ------- | ------ |
|                      | pessoas | %     | pessoas  | %        | pessoas | %      |
| População            | 16 597  | 100   | 8281     | 49,9     | 8316    | 50,1   |
| Densidade (pop./km²) | 71,7    | 100   | 35,8     | 35,8     | 35,9    | 35,9   |

De acordo com dados de 2002, o rendimento médio per capita ascendia a 1111,17 zł.

## Comunas vizinhas
- Bircza, Brzozów, Bukowsko, Lesko, Dydnia, Tyrawa Wołoska, Zagórz, Zarszyn